# STS-38
STS-38 byla mise raketoplánu Atlantis. Celkem se jednalo o 37. misi raketoplánu do vesmíru a 7. pro Atlantis. Cílem letu byla doprava materiálu pro americké ministerstvo obrany.

## Posádka
- Richard O. Covey (3) velitel
- Frank L. Culbertson, Jr. (1) pilot
- Robert C. Springer (2) letový specialista
- Carl J. Meade (1) letový specialista
- Charles D. Gemar (1) letový specialista

V závorkách je uvedený dosavadní počet letů do vesmíru včetně této mise.